# Comercio berberisco de esclavos

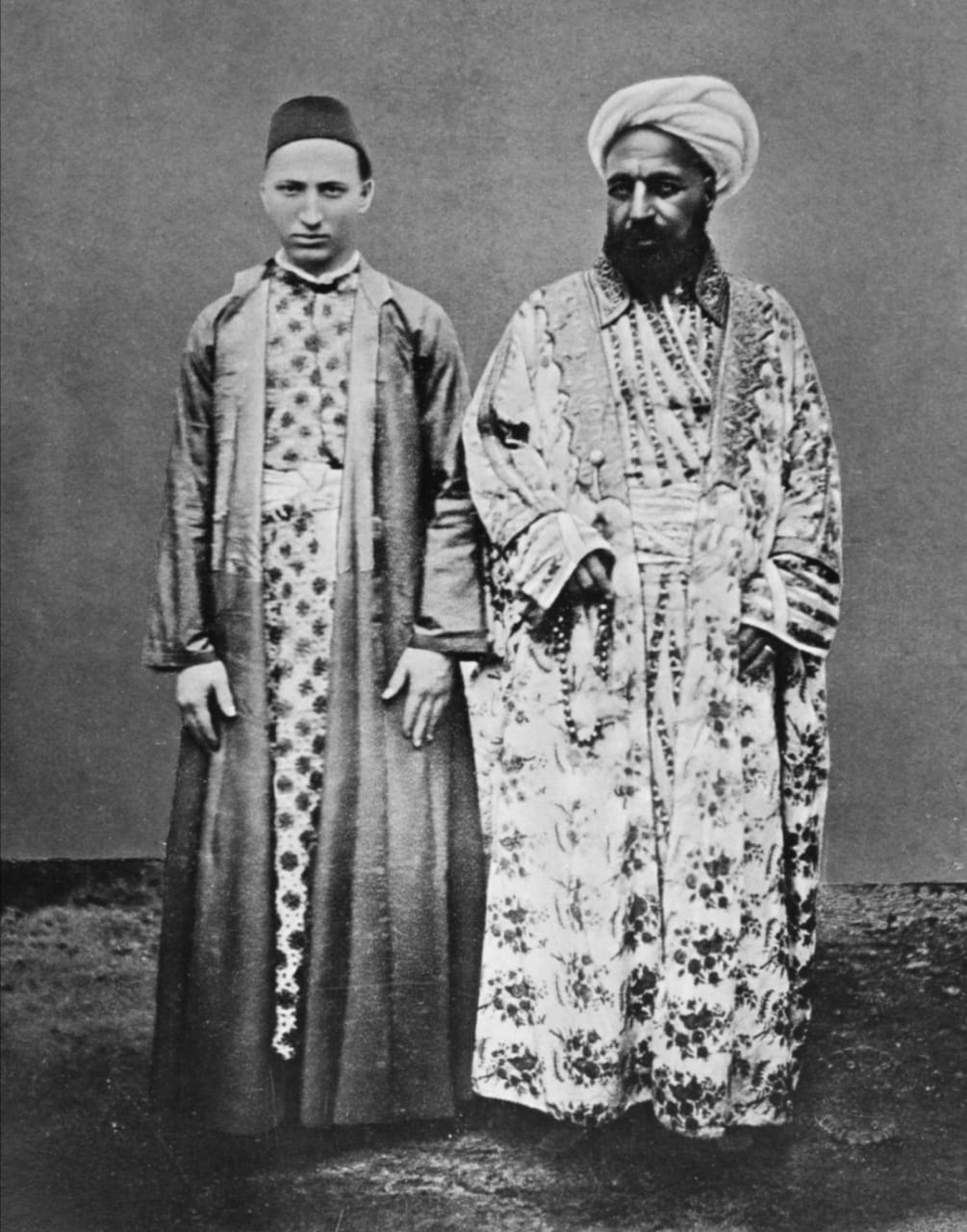
Un comerciante de La Meca (hombre con turbante y barba) y su esclavo circasiano. Fotografía titulada "Vornehmner Kaufmann mit seinem cirkassischen Sklaven" Distinguido comerciante y su esclavo circasiano por Christiaan Snouck Hurgronje, ca. 1888.

El comercio berberisco de esclavos se refiere a los mercados musulmanes de esclavos que florecieron en la costa de los Estados berberiscos del norte de África, que incluía las provincias otomanas de Argelia, Túnez y Tripolitania y el sultanato independiente de Marruecos entre el siglo XVI y mediados del siglo XVIII. Las provincias otomanas del norte de África estaban nominalmente bajo soberanía otomana, pero en realidad eran en su mayoría autónomas.

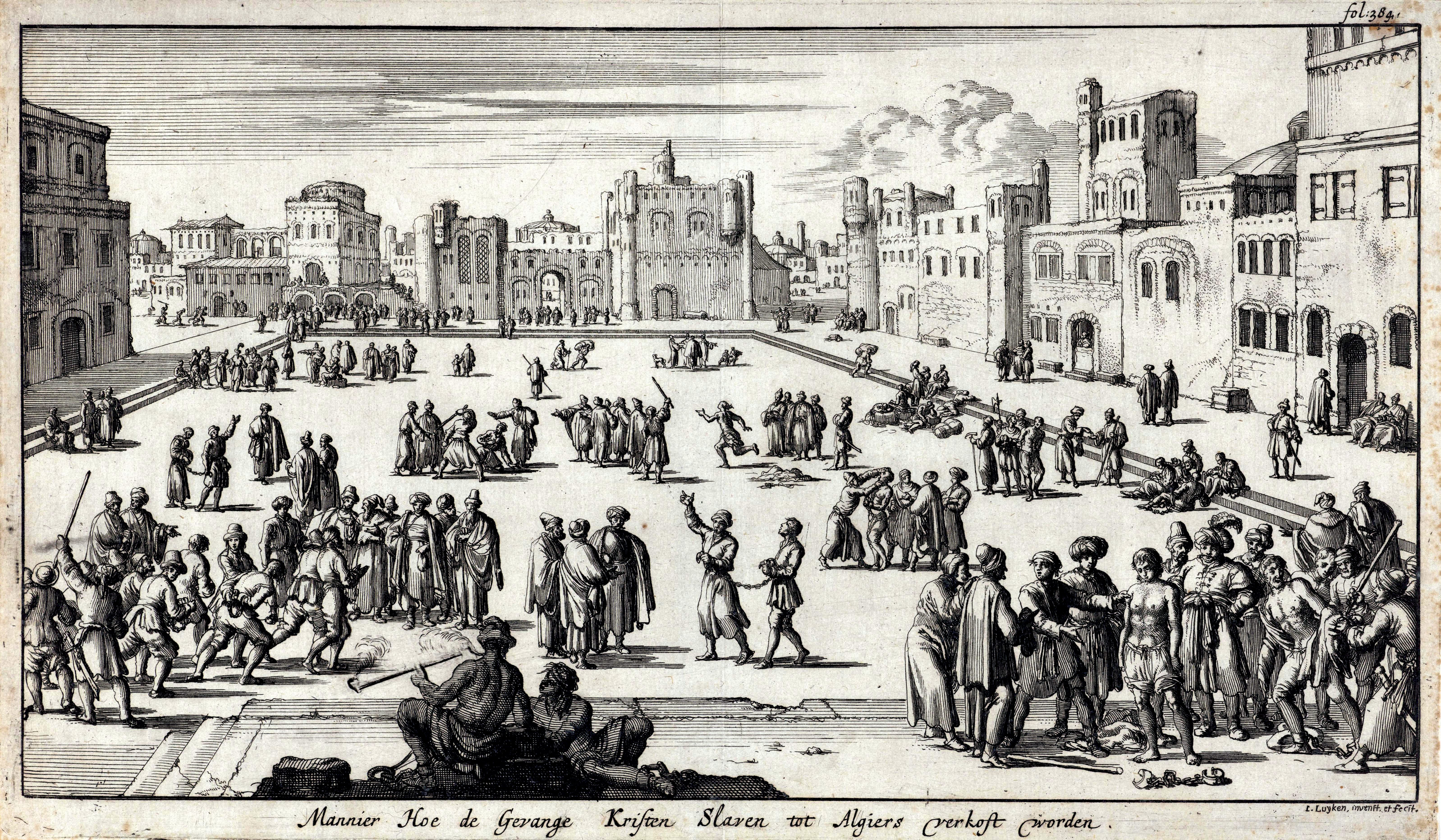
Mercado de esclavos en Argel en 1684.

Los esclavos eurpeos y americanos eran capturados por los africanos en ataques piratas a las embarcaciones de otras naciones a y por incursiones en ciudades costeras desde Italia hasta los Países Bajos, con algunas incursiones ocasionales al norte en Islandia y al este en el Mediterráneo. El Mediterráneo oriental otomano también fue escenario de una intensa piratería musulmana y que abarcaba las costas del mar Negro. Todavía en el siglo XIX, la piratería seguía siendo una "amenaza constante para el tráfico marítimo en el mar Egeo". Se ha postulado que la inseguridad del mar Mediterráneo debido a los piratas musulmanes fue una de las causas del sufrimiento europeo durante la Edad Media, puesto que todo el comercio tenía que ir por largas travesías por tierra.
Durante siglos, los grandes buques que navegaban por el Mediterráneo dependían de esclavos galeotes suministrados por comerciantes de esclavos de África del Norte y del Imperio otomano.

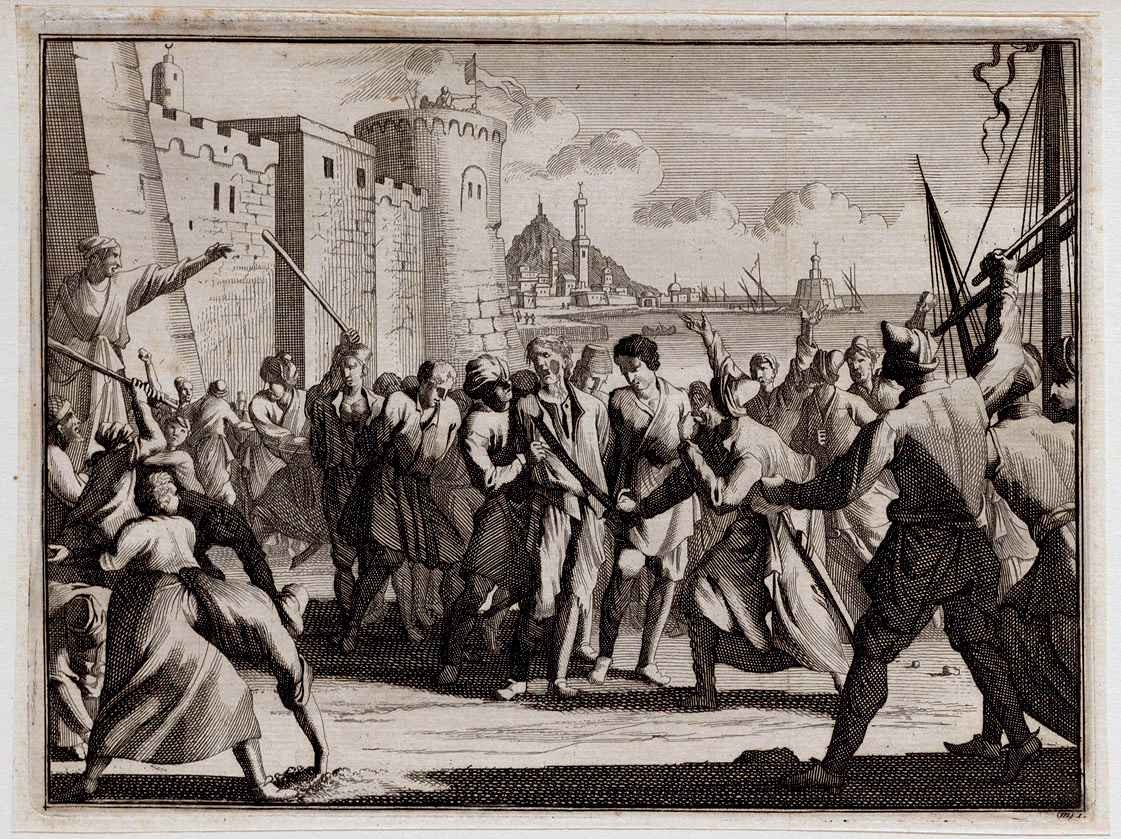
Desembarque y maltrato de prisioneros en Argel, por Jan Goeree y Casper Luyken, 1706.

Si bien los musulmanes no han registrado los datos exactos del comercio de esclavos europeos y americanos, se estima que entre 1530 y 1780 hasta un millón y cuarto de ellos, principalmente europeos, fueron esclavizados por los africanos de la costa de la Berbería. Esto sin tener en cuenta los dos millones y medio de cristianos orientales importados a Estambul por el Imperio otomano entre los años 1450 y 1700, procedentes de los países cristianos que vivían alrededor del mar Negro, principalmente la actual Ucrania y Rusia.

## Extensión del comercio de esclavos europeos

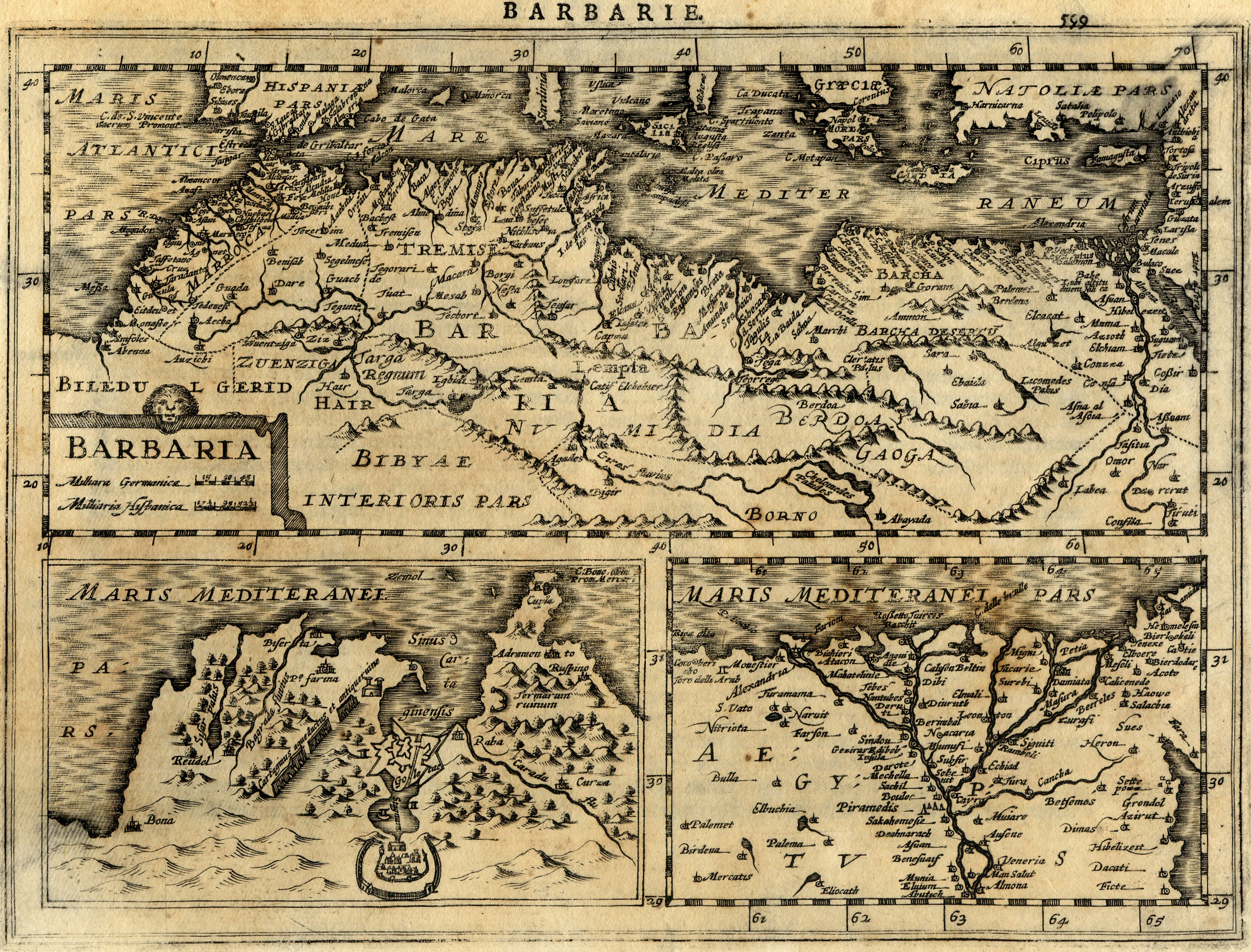
Mapa de Berbería, por Gerardo Mercator (1630).

"Mercado de esclavos", por Jean-Léon Gérôme (1866).

El profesor de la Universidad Estatal de Ohio, Robert Davis, describe en su libro Esclavos cristianos, Maestros musulmanes: Esclavitud blanca en el Mediterráneo, Costa de Berbería e Italia, 1500-1800 (en inglés el original) que el comercio de esclavos blancos ha sido minimizado por la mayoría de los historiadores modernos. Davis calcula que de 1 millón a 1,25 millones de europeos cristianos blancos fueron esclavizados en el norte de África, desde comienzos del siglo XVI hasta mediados del siglo XVIII, por los comerciantes de esclavos de Túnez, Argel y Trípoli solamente (estas cifras no incluyen a los europeos que fueron esclavizados por el califato de Marruecos o por otros invasores y comerciantes de la costa morisca del mar Mediterráneo), ni a los casi 700 estadounidenses que fueron retenidos cautivos en esta región como esclavos entre 1785 y 1815.
Las estadísticas de aduanas de los siglos XVI y XVII sugieren que la importación adicional de esclavos hacia Estambul desde el Mar Negro puede haber ascendido a 2,5 millones entre 1450 y 1700. Los mercados disminuyeron después de la derrota en las guerras berberiscas y finalmente terminaron en los años 1800, después de una expedición de la marina de guerra de los EE. UU. al mando del comodoro Edward Preble que utilizó cañoneras desde los barcos y fortificaciones en Trípoli, y con la conquista de Argelia por Francia desde 1830. El Reino de Marruecos ya había sido forzado a suprimir la piratería y reconocería a los Estados Unidos como un país independiente en 1776.

## Orígenes
Con la expansión del Islam desde Arabia hacia el Medio Oriente y la costa del Magreb en el norte de África, la antigua esclavitud en los territorios conquistados del norte de África se reviste de guerra religiosa; se legitima tanto por parte musulmana como cristiana como un acto de guerra religiosa. La piratería berberisca y árabe en el Mediterráneo se conoce desde el siglo IX con el Emirato de Creta. No fue sino hasta finales del siglo XIV que los corsarios tunecinos (o de lo que actualmente sería Túnez) se convirtieron en una amenaza lo suficientemente importante como para convocar una coalición franco-genovesa para atacar Mahdia en 1390, también conocida como la cruzada berberisca. Exiliados moros de la Reconquista y los piratas del Magreb se sumaron a la piratería, pero sería con la expansión del Imperio otomano, un imperio musulmán, y la llegada del corsario y almirante Kemal Reis en 1487 que los corsarios berberiscos se convertirían en una verdadera amenaza para la población y navíos cristianos.

## Aumento de la piratería berberisca

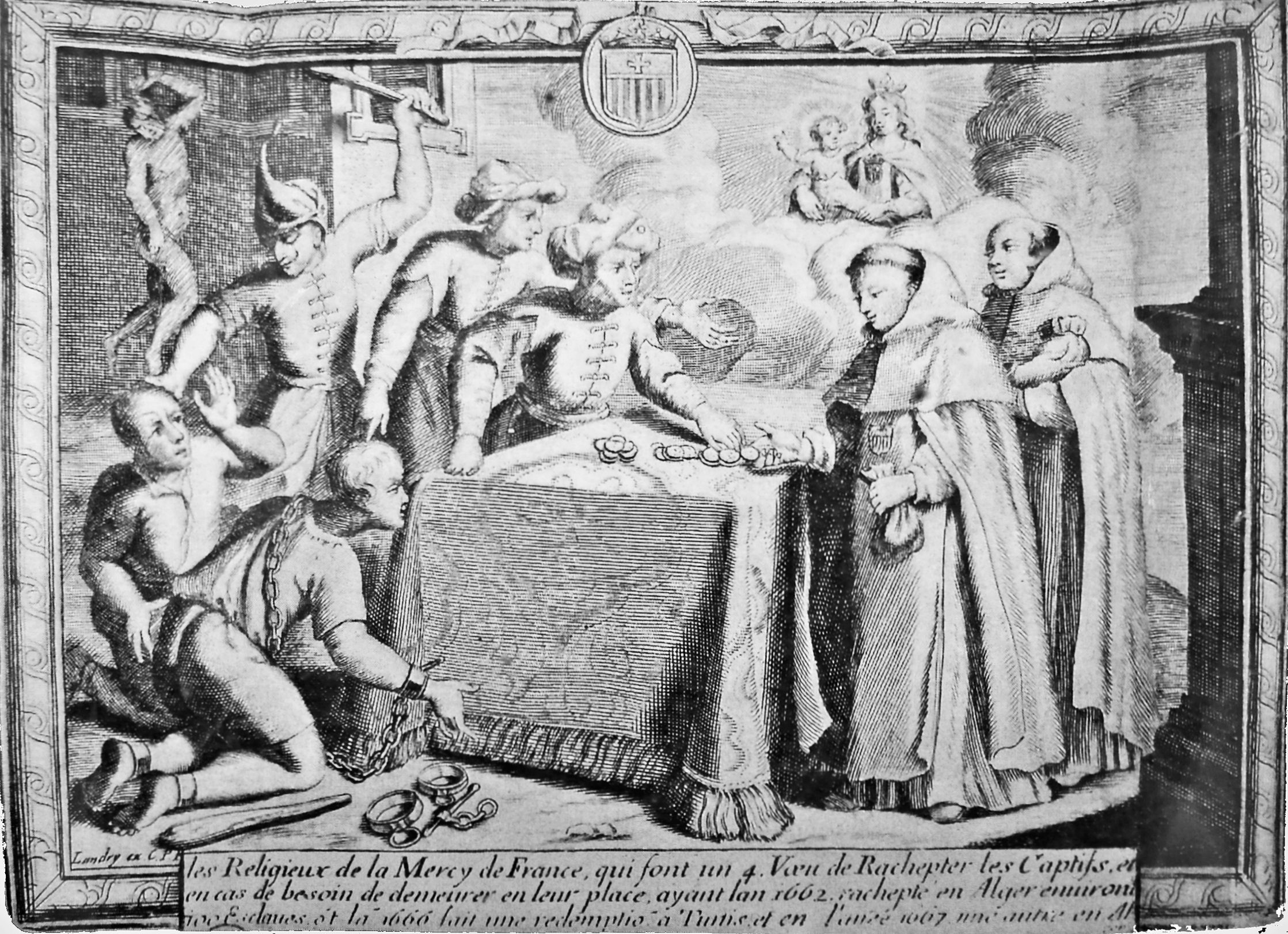
La redención de cristianos capturados por frailes mercedarios en los estados berberiscos.

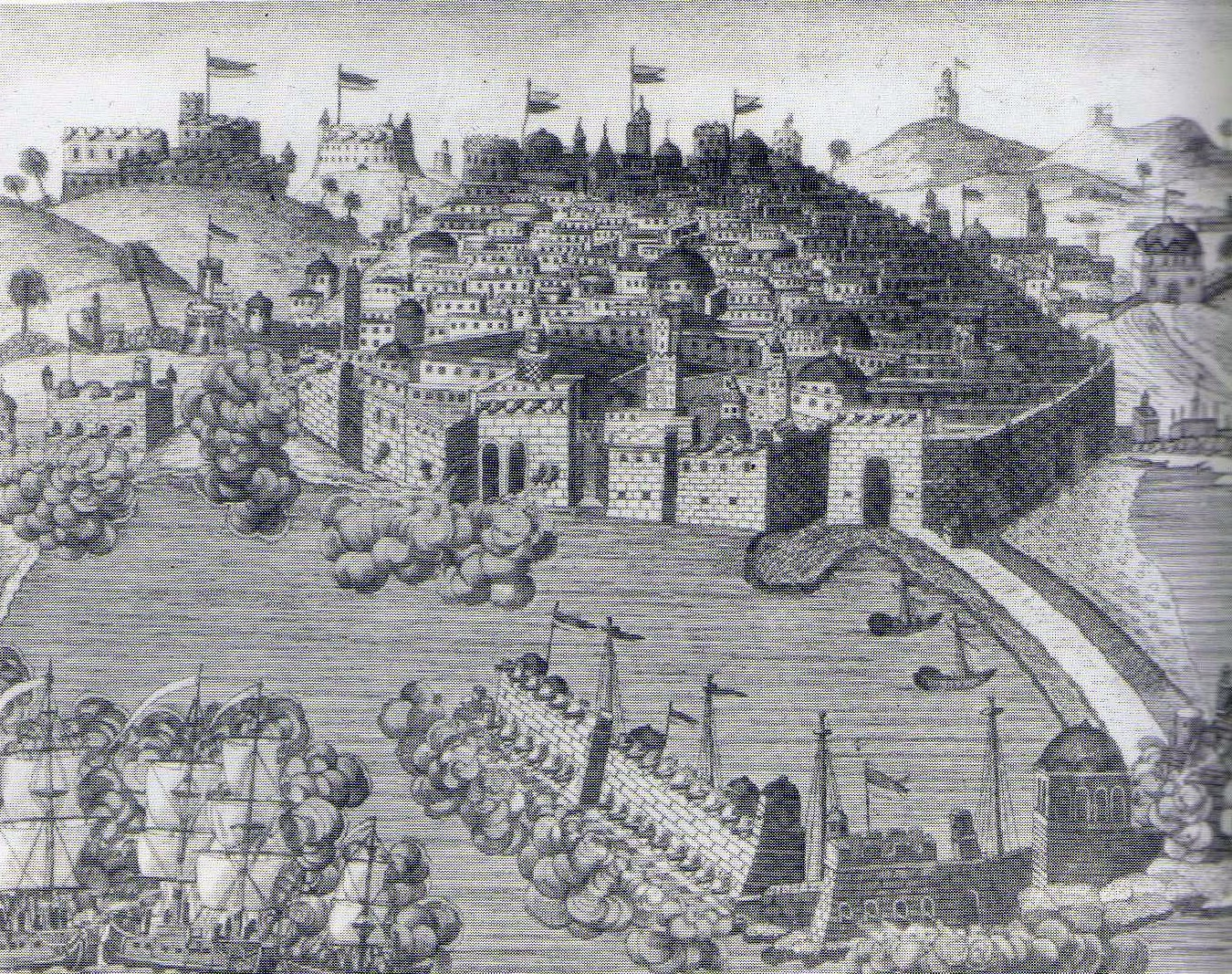
El bombardeo de Argel en 1682, por Abraham Duquesne.

Tras la revuelta de mediados del siglo XVII que redujo el poder de los gobernantes otomanos o bajás a poco más que nominal en la región, las ciudades de Trípoli, Argel, Túnez y otras costeras se independizaron en todo menos en el nombre. Sin una gran autoridad central y sus leyes, los mismos piratas comenzaron a ganar mucha influencia.
En 1785, cuando Thomas Jefferson y John Adams fueron a Londres para negociar con el embajador de Trípoli, el embajador Sidi Haji Abdrahaman, le preguntaron qué derecho tenía para esclavizar personas de esta manera. Les respondería que el "derecho" estaba "basado en las Leyes del Profeta Mahoma, pues estaba escrito en su Corán que todas las naciones que no habían respondido al llamado del Islam eran pecadoras, por lo tanto era su derecho y su deber hacerles la guerra santa dondequiera que los encontrase y hacer esclavos de todo los que podían tomar como prisioneros, y que todo aquel musulmán que muriera en batalla iría al Paraíso de seguro".
Las incursiones piratas o razias para la adquisición de esclavos se produjeron en pueblos y aldeas de la costa atlántica norteafricana, así como en Europa. Informes de razias berberiscas y secuestros eran comunes entre los siglos XVI y XIX en Italia, España, Francia, Portugal, Inglaterra, Holanda, Irlanda, Escocia y tan al norte como Islandia en estos últimos casos por parte de los corsarios de Salé. Se estima que entre un millón y un millón doscientos cincuenta mil europeos fueron capturados por piratas y vendidos como esclavos en Túnez, Argel y Trípoli durante este período. El comercio de esclavos europeos en otras partes del Mediterráneo no está incluido en esta estimación.
Recuentos famosos de las incursiones de berberiscos incluyen una mención en el diario de Samuel Pepys de una incursión en la aldea costera de Baltimore, Irlanda, durante la cual los piratas esclavizaron a toda la población del poblado. El ataque fue dirigido por un capitán holandés converso al islam, Jan Janszoon van Haarlem, también llamado Murad Reis el Joven. Janszoon encabezó asimismo la incursión de 1627 en Islandia. Las incursiones en el Mediterráneo occidental fueron tan frecuentes y devastadoras que el litoral entre Venecia y Málaga sufrió una despoblación generalizada, y el asentamiento allí fue desalentado. De hecho, se dijo que esto se debía en gran medida a que «no quedaba nadie más para capturar». Ibiza tendría que ser repoblada en varias ocasiones.
El poder y la influencia de los musulmanes durante este tiempo fue tal que las naciones, entre ellas los Estados Unidos, tenían que pagar tributo para evitar sus ataques. El suministro de esclavos procedentes del mar Negro parece haber sido aún más grande que el del Mediterráneo occidental. Una compilación de estadísticas parciales y estimaciones irregulares indica que un poco menos de dos millones de rusos, ucranianos y polacos fueron esclavizados entre 1468 y 1694 por piratas musulmanes. Además, había esclavos del Cáucaso obtenidos a través de incursiones y comercio con otros pueblos islámicos de la zona. Las estadísticas de aduanas de los siglos XVI y XVII sugieren que la importación de esclavos a Estambul desde el mar Negro puede haber ascendido a dos millones y medio entre 1450 y 1700.

## Disminución de la esclavitud europea

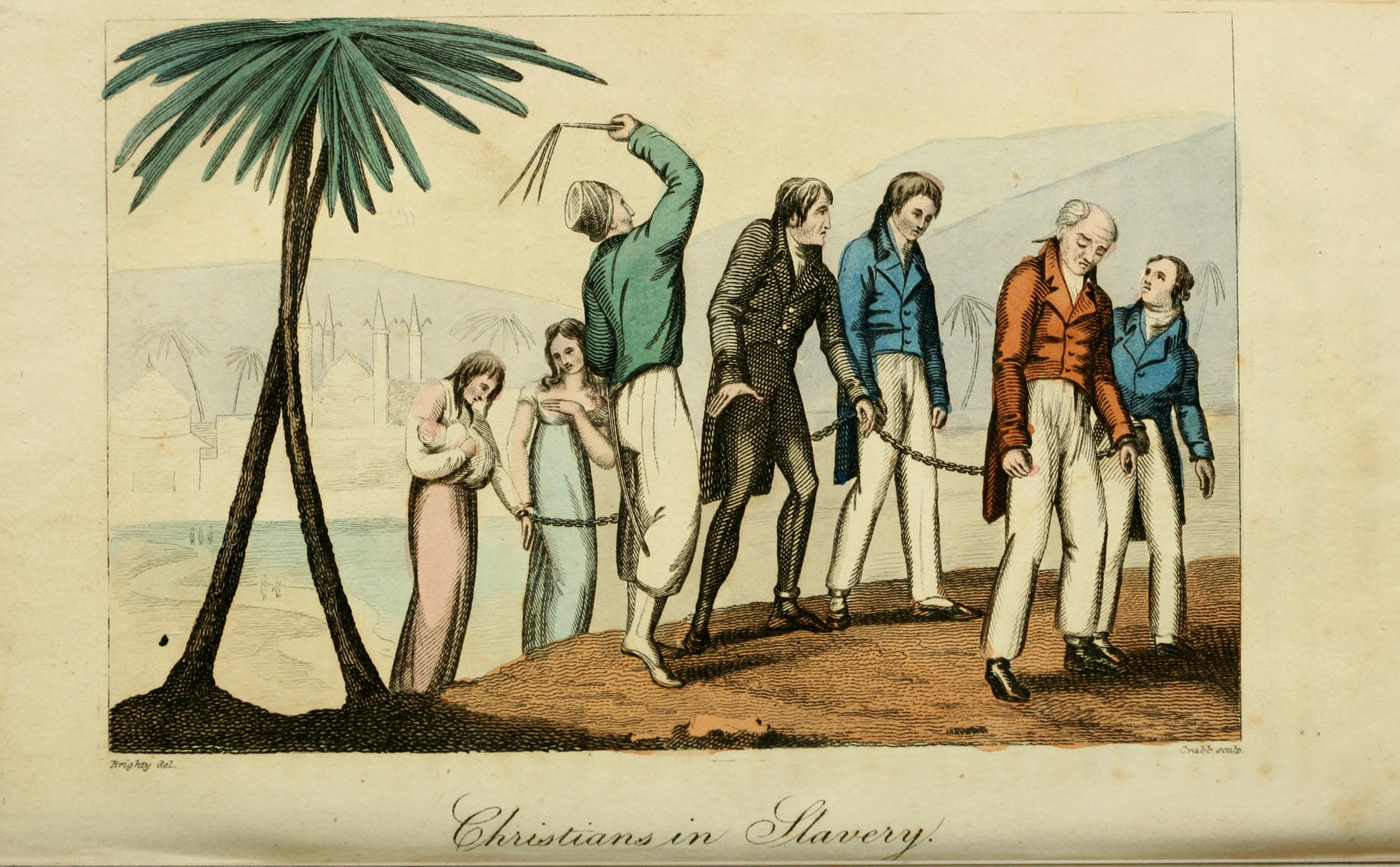
Esclavos cristianos en la Berbería, 1817.

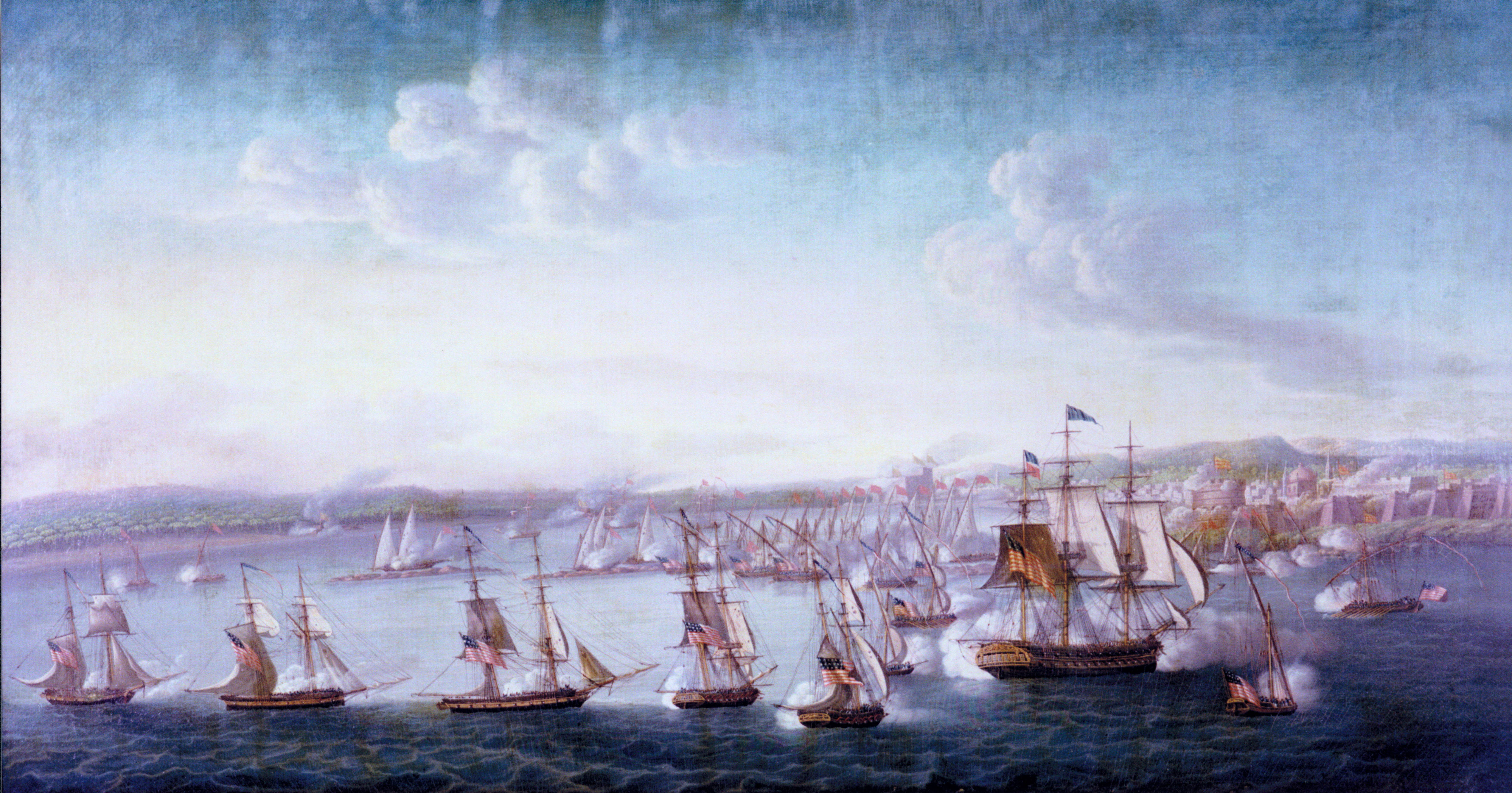
Una expedición de la marina de los EE. UU. bajo el comodoro Edward Preble en fuego cruzado contra las fortificaciones de la ciudad esclavista de Trípoli en 1804.

En los primeros años del siglo XIX, los Estados Unidos de América y algunas naciones europeas lucharon y ganaron la primera y segunda guerra berberisca contra los musulmanes del norte de África. Las guerras berberiscas fueron una respuesta directa de los Estados británicos, franceses y holandeses a las incursiones y el comercio de esclavos blancos por los piratas de la Berbería, que terminó definitivamente en la década de 1830 cuando la región fue conquistada por Francia. El comercio de esclavos blancos y los mercados en el Mediterráneo declinaron y finalmente desaparecieron después de las ocupaciones europeas, sin embargo seguían existiendo esclavos europeos bajo el dominio de musulmanes y árabes hasta finales del siglo XIX.
Después de que una incursión anglo-holandesa en 1816 en Argel destruyera la mayor parte de la flota pirata, el Dey de Argel fue obligado a aceptar los términos europeos que incluían el cese de la práctica de esclavizar cristianos europeos, aunque el comercio con esclavos no europeos podría continuar. La derrota que sufrieron frente a las potencias europeas y americanas, condujo al declive de los Estados de la Berbería y a una mejoría en el comercio europeo por el Mediterráneo.
Cabe señalar que los piratas berberiscos no cesaron sus operaciones, por lo cual los británicos se vieron en la necesidad de atacar nuevamente Argel en 1824. Finalmente, Francia invadió Argel en 1830, lo puso bajo dominio colonial, evitó así el comercio de europeos como esclavos y abrió las rutas marítimas de comercio. Túnez fue igualmente ocupada por Francia en 1881. Trípoli volvió al control otomano en 1835, antes de caer en manos italianas en la guerra ítalo-turca de 1911. Como tal, los comerciantes de esclavos musulmanes se vieron forzados a trabajar de acuerdo con las leyes de sus gobernadores, y ya no podían resguardarse en la autorregulación. La trata de esclavos cesó en la costa berberisca en los siglos XIX y XX, influida por la presión europea para la emancipación de los esclavos.
El último pirata berberisco fue Ahmed al-Raisuli. 
La palabra razia es un préstamo del italiano y francés del árabe argelino ghaziya (غزية "Algara"), aludiendo originalmente a los ataques dirigidos por las piratas berberiscos para la captura de esclavos. En España y América Latina sobrevive la expresión No hay moros en la costa para aludir a que no hay un enemigo cerca en referencia a la inseguridad de las costas levantinas durante el dominio musulmán del Mediterráneo.

## Actualidad
Si bien legalmente el comercio de esclavos fue suprimido, en países musulmanes como Mauritania persiste la práctica de facto con un 17 % de la población bajo algún tipo de esclavitud, por lo general descendientes negros de los esclavos animistas subsaharianos. Con la mayor independencia de los países islámicos, algunas escuelas de jurisprudencia musulmana intentan reintroducir la esclavitud de infieles, como es el caso de yazidíes y coptos en el Mediterráneo oriental.